# Double Riposte
Pour plus de détails, voir Fiche technique et Distribution.
Double Riposte (Today You Die) est un film d'action de Don E. FauntLeRoy, avec Steven Seagal, sorti en 2005.

## Synopsis
Après un dernier vol, Harlen (Steven Seagal) décide de se ranger et accepte un travail légal de chauffeur de fond pour un casino de Las Vegas. Mais son collègue de travail va le doubler et contraint Harlen à s'enfuir avec le fourgon. Rattrapé par la police, Harlen est condamné à tort pour vol et meurtre. De cette prison, il mettra en place sa vengeance contre ceux qui l'ont mis là.

## Fiche technique
- Titre : Double Riposte
- Titre original : Today You Die
- Autre titre : Mourir demain
- Réalisation : : Don E. FauntLeRoy
- Scénario : Danny Lerner, Kevin Moore et Les Weldon
- Musique : Stephen Edwards
- Photographie : Don E. FauntLeRoy
- Montage : Robert A. Ferretti
- Production : Randall Emmett, George Furla et Steven Seagal
- Société de production : Millennium Films, Emmett/Furla/Oasis Films, Equity Pictures Medienfonds, Kill Master Productions et Luminocity Productions
- Pays :  États-Unis
- Genre : Action et thriller
- Durée : 90 minutes
- Dates de sortie :
  -  États-Unis : 13 septembre 2005 (sortie DVD)
  -  Japon : 4 mars 2006 (sortie cinéma)
  -  France : 10 août 2006 (sortie DVD)

## Distribution
- Steven Seagal : Harlen
- Anthony « Treach » Criss : Ice Kool
- Sarah Buxton : Agent Rachael Knowles
- Nick Mancuso : Agent Saunders
- Robert Miano : Bruno
- Mari Morrow : Jada
- Kevin Tighe : Max
- Chloë Grace Moretz : une fille au St. Thomas Hospital